# Coleophora chalybaeella
Coleophora chalybaeella é uma espécie de mariposa do gênero Coleophora pertencente à família Coleophoridae.